# Anders Johan Bruzelius
Anders Johan Bruzelius, född 26 november 1831 i Västra Tommarps socken, Malmöhus län, död 28 februari 1901 i Stockholm, var en svensk personhistorisk författare. Han var bror till Nils G. Bruzelius.
Bruzelius blev student vid Lunds universitet 1848 och filosofie magister 1853 samt tog hovrättsexamen 1856. Sin ämbetsmannaverksamhet ägnade han huvudsakligen åt Sundhetskollegium (Medicinalstyrelsen), där han blev kanslist 1859 och notarie 1867 och där han var sekreterare 1870–1897. Han var från 1861 sekreterare hos Boktryckerisocieteten i Stockholm och 1886–1892 ledamot av civilstatens pensionsinrättnings direktion. 
Bruzelius utgav Ättelängd öfver slägten Bruzelius (1848), redigerade årgångarna 1862–1865 av "Svensk bibliografi" samt utarbetade Sveriges läkarehistoria. Ny följd (1873–1876, tillsammans med Alfred Hilarion Wistrand och Carl Edling), en fortsättning av Johan Fredrik Sackléns läkarhistoria, dess fortsättning "Svensk läkare-matrikel" (två band jämte supplement, 1886–1902), Filosofie doktorer, 1823 promoverade i Lund (1874), Filosofie doktorer, 1824 promoverade i Uppsala (1875), Sveriges apotekarehistoria. Ny följd (1878–1881) samt en stor mängd nekrologer i "Stockholms Dagblad" under 25 års tid.
Anders Johan Bruzelius är gravsatt på Norra begravningsplatsen utanför Stockholm.